# Kent Weeks
Kent R. Weeks  (* 16. Dezember 1941 in Everett, Washington) ist ein US-amerikanischer Ägyptologe.

## Leben
Weeks beendete 1959 seine Schulzeit an der R. A. Long Highschool in Longview und begann sofort im Anschluss Anthropologie, Prähistorische Archäologie, Alte Geschichte und Medizingeschichte an der University of Washington (Seattle) zu studieren. Parallel dazu besuchte er Kurse über Anatomie und Pathologie, englische Literatur und chinesische Geschichte. Nach seinem Abschluss (M.A.) 1963 unternahm er seine erste Reise nach Ägypten und anlässlich der Errichtung des Assuan-Staudamms arbeitete er bei der Verlegung einiger Bauwerke mit.
Zurückgekehrt begann Weeks sein Promotionsstudium, das er 1970 erfolgreich absolvierte. Des Weiteren lernte er Altgriechisch, Französisch und Deutsch.
1963 führte er erste Grabungen in Nubien, Arminna West für die Yale University durch. Ab 1971/72 lehrte er als Professor an der American University in Kairo. Anschließend kehrte er zurück in die USA und bekam am Metropolitan Museum of Art in New York eine Anstellung als Kurator für ägyptische Kunst. Von dort wechselte er an die University of Chicago und übernahm die Leitung des universitätseigenen Instituts in Luxor (→Chicago House). Nach einem befristeten Lehrauftrag an der University of California, Berkeley übernahm Weeks eine Professur für Ägyptologie an der American University in Kairo.
Seit 1978 leitet Weeks das Theban Mapping Project (TMP), das Vermessungsarbeiten und Kartierung der thebanischen Nekropole umfasst.
1995 gelang ihm die Wiederentdeckung von KV5 im Tal der Könige, ein Königsgrab aus der Zeit Ramses II. (19. Dynastie). Die Grabungen der folgenden Jahre in KV5 begründen seine Bekanntheit: dieses Grab ist mit weit über hundert Räumen das größte bisher Gefundene im Tal der Könige, angelegt von Ramses II. für seine Söhne.
Am 13. Dezember 2009 führten Weeks und seine Ehefrau Susan Howe Weeks (1943–2009), ebenfalls Archäologin, in Luxor Ausgrabungen durch. Dabei ereignete sich ein Unfall, bei dem mehrere Arbeiter verletzt wurden und seine Ehefrau starb.

## Ehrungen
- 1996 Golden Plate Award (American Academy of Achievement)

## Schriften (Auswahl)
Als Autor
- Theban Mapping Project, Karten und Grundrisse.
- The Lost Tomb. The greatest discovery at the valley of the Kings since Tutankhamun. Weidenfeld & Nicolson, New York 1998, ISBN 0-297-81847-3.
  - Deutsch: Ramses II. – das Totenhaus der Söhne. Die sensationelle Ausgrabung im Tal der Könige. Droemer, München 2001, ISBN 3-426-77536-0 (EA München 1999).

Als Herausgeber
- zusammen mit Richard H. Wilkinson: The Oxford Handbook of the Valley of the Kings. Oxford University Press, 2015, ISBN 978-019-993163-7.
- Atlas of the Valley of the Kings. 3 Bände, University Press, Kairo 2000, ISBN 977-424-549-0.
- Valle dei Rei. Le tombe e i templi funerari di Tebe ouest. Editorial Eni, Rom 2001, ISBN 88-8095-667-1.
  - Deutsch: Im Tal der Könige. Von Grabkunst und Totenkult der ägyptischen Herrscher. Weltbild, Augsburg 2001, ISBN 3-8289-0586-2.